# 플로리다도가머리박쥐
플로리다도가머리박쥐(Eumops floridanus)는 큰귀박쥐과에 속하는 박쥐의 일종이다. 최근까지는 바그너도가머리박쥐의 아종으로 분류했다. 미국 플로리다주 남부 지역의 토착종이다. 신대륙 박쥐 중에서 지리적으로 가장 작은 분포 지역을 갖는 종의 하나이다. 북아메리카에서 가장 멸종 위협이 높은 포유류 종의 하나이다. 미국에서 1973년 멸종위기 종의 보호에 관한 법률로 보호하고 있다.

## 분류학
가장 오랜 박쥐 화석은 1922년 플로리다 멜버른에서 발견되었다. 화석은 보존된 턱뼈로 이루어져 있으며 플라이스토세까지 거슬러 올라간다. 도가머리박쥐속 및 벨벳자유꼬리박쥐속과의 유사성이 언급되었지만, 독특한 치열이 나타났기 때문에 초기의 몰로시데스속(Molossides)으로 분류되었다. 이 화석은 원래의 화석이 하나의 단일 아랫턱 앞니를 가진 박쥐로 보이지 않았지만 오히려 아랫턱에 앞니가 사라져 보이지 않고 이 종이 실제로는 2개의 아랫텃 앞니를 가졌다는 믿음으로 1963년에 도가머리박쥐속으로 재분류되었다. 현존하는 한 점의 도가머리박쥐가 마이애미 북부 고등학교에서 수집되면서 1936년 플로리다에서 처음 기록되었다. 당시 바그너도가머리박쥐(Eumops glaucinus) 표본으로 동정되었고, 쿠바의 과일운반 증기선 때문에 우연히 넘어 온 것으로 추정했다. 다음해 플로리다에서 번식하는 개체군이 있다는 증거가 있었으며 가끔 쿠바로부터 옮겨왔을 뿐이라는 아이디어로 반박했다. 1971년 이 도가머리박쥐는 Eumops glaucinus floridanus로 동정되고 바그너도가머리박쥐의 잘 표기된 아종으로 재분류되었다. 이와 같은 분류는 형태학적 분석에서 이 도가머리박쥐가 두개골과 몸무게, 전완장 등이 바그너도가머리박쥐의 아개체군과 구별된다는 사실이 밝혀진 2004년까지 유지되었다. 이어서 별도의 신종 Eumops floridanus로 승격되었다.

## 특징
플로리다박쥐는 플로리다에 서식하는 가장 큰 박쥐이다. 성체의 몸무게는 40~65g이다. 수컷과 암컷은 몸무게에서 비-성적이형성을 보인다. 전완장은 60mm와 65mm 사이이다. 날개 길이는 108~115mm이고, 수컷의 날개가 암컷보다 약간 길고 넓다. 큰귀박쥐과 박쥐의 일종으로 도가머리박쥐속 중에서 특히 플로리다박쥐는 익압과 종횡비가 현저히 크다.